# (5720) Halweaver
(5720) Halweaver est un astéroïde de la ceinture principale aréocroiseur.

## Description
(5720) Halweaver est un astéroïde aréocroiseur. Il présente une orbite caractérisée par un demi-grand axe de 2,29 UA, une excentricité de 0,31 et une inclinaison de 23,5° par rapport à l'écliptique.

## Compléments